# 保健与生活
《保健与生活》是中国大陆医学类半月刊，编辑部位于安徽省合肥市。
《保健与生活》在2018年被中华人民共和国国家新闻出版广电总局新闻报刊司评为2017年全国“百强报刊”。